# Grzegorz Dogil
Grzegorz Dogil (ur. 24 grudnia 1952, zm. 26 grudnia 2017 w Stuttgarcie) – polski językoznawca, specjalista w zakresie fonetyki i fonologii.
Ukończył studia magisterskie na Uniwersytecie Marii Curie-Skłodowskiej (1976). Następnie związał się z Uniwersytetem im. Adama Mickiewicza w Poznaniu, gdzie w 1978 uzyskał stopień doktora; piastował na tejże uczelni stanowisko asystenta, a później był adiunktem w Instytucie Filologii Angielskiej. Później uzyskał zatrudnienie na uniwersytecie w Wiedniu; pracował również w Bielefeld (habilitacja w 1985 roku). W 1993 objął stanowisko profesora zwyczajnego na Uniwersytecie w Stuttgarcie; sprawował także funkcję kierownika katedry Fonetyki Eksperymentalnej oraz dyrektora Instytutu Maszynowego Przetwarzania Mowy. Wykładał na uczelniach w Stanach Zjednoczonych.